# План лета (филм)
План лета (енгл. Flightplan) је трилер из 2005. у продукцији Walt Disney Studios Motion Pictures, са Џоди Фостер, Питером Сарсгардом, Ериком Кристенсен, Кејт Бијан, Гретом Скаки и Шоном Бином у главним улогама.

## Улоге
| Глумац           | Улога              |
| ---------------- | ------------------ |
| Џоди Фостер      | Кајл Прат          |
| Питер Сарсгард   | Џин Карсон         |
| Ерика Кристенсен | Фиона              |
| Кејт Бијан       | Стефани            |
| Грета Скаки      | Лиса               |
| Шон Бин          | Капетан Маркус Рич |